# Insuficijencija
Insuficijencija (lat.insufficientia) može značiti sljedeće:
- nedovoljnost, nedostatnost, oskudnost, nesposobnost, nedovoljnost nečeg za pokriće obaveza; stanje onoga što je nedovoljno, nedostatno, nepotpuno, oskudno, kao i svojstvo onoga što je nedovoljno, nedostatno, nepotpuno, oskudno
- u medicini izražava funkcionalnu slabost nekog organa (srca, bubrega, pluća, razne krvožilne insuficijencije,...)

Engleska riječ (insufficiency) /in·suf·fi·cien·cy/ se češće označava s riječi failure.

## Najčešći tipovi insuficijencija[1]
- adrenalna insuficijencija  
  - hipoadrenalizam; abnormalno umanjenje funcije nadbubrežne žlijezde.
  - adrenocortical insuficijencija je umanjeno lučenje kortikosteroida iz adrenalnog korteksa (kora nadbubrega) kao što se viđa u Addisonovoj bolesti.

- aortalna insuficijencija je defekt funcije aortalnog zaliska koji za posljedicu ima aortalnu regurgitaciju (vraćanje krvi) zbog nepotpunog zatvaranja aortalnog ušća.

- kardijalna(srčana) insuficijencija označava nedostatan rad srca.

- koronarna insuficijencija je poremećaj protoka krvi kroz srčane (koronarne) arterije.

- insuficijencija vanjskih mišića oka dovodi do poremećaja motorike očiju.

- ileocekalna insuficijencija je nesposobnost ileocekalne valvule da spriječi vraćanje sadržaja iz debelog crijeva (coecum) u tanko crijevo (ileum).

- mitralna insuficijencija je defekt funkcije mitralnog zaliska koji za posljedicu ima mitralnu regurgitaciju (vraćanje krvi) zbog nepotpunog zatvaranja mitralnog ušća.

- insuficijencija pulmonarnog ušća je je slabost zaliska ovog ušća uz regurgitaciju krvi.

- tiroidna insuficijencija je umanjenje funkcije štitne žlijeze (lat. glandula thyroidea) s manjkom hormona ove žlijezde.

- trikuspidalna insuficijencija je slabost trikuspidalnog zaliska koji se ne zatvara poptuno.

- velofaringealna insuficijencija je nepotpuno zatvaranje ždrijela mekim nepcem što se javlja kod rascijepa ždrijela i prouzrokuje poremećaj govora.

- venska insuficijencija venskih zalisaka je nemogućnost zalisaka da spriječe tok krvi prema dolje uzrokovan gravitacijom što dovodi do proširenja vena i otoka.

- vertebrobazilarna insuficijencija je tranzitorna (povremena) ishemija moždanog stabla i malog mozga zbog stenoze vertebralnih i bazilarne arterije.
- bubrežna insuficijencija je nemogućnost bubrega da izluči štetne materije
- respiratorna insuficijencija ne nemogućnost pluća da vrši efikasnu razmjenu plinova (kisik i ugljični dioksid)